# Depil
Depil – niewielka osada, położona na wyspie Borðoy, w Norðoyar, północnej części archipelagu Wysp Owczych. Na stałe mieszka tam teraz (I 2015 r.) jedynie 2 mieszkańców.

## Historia

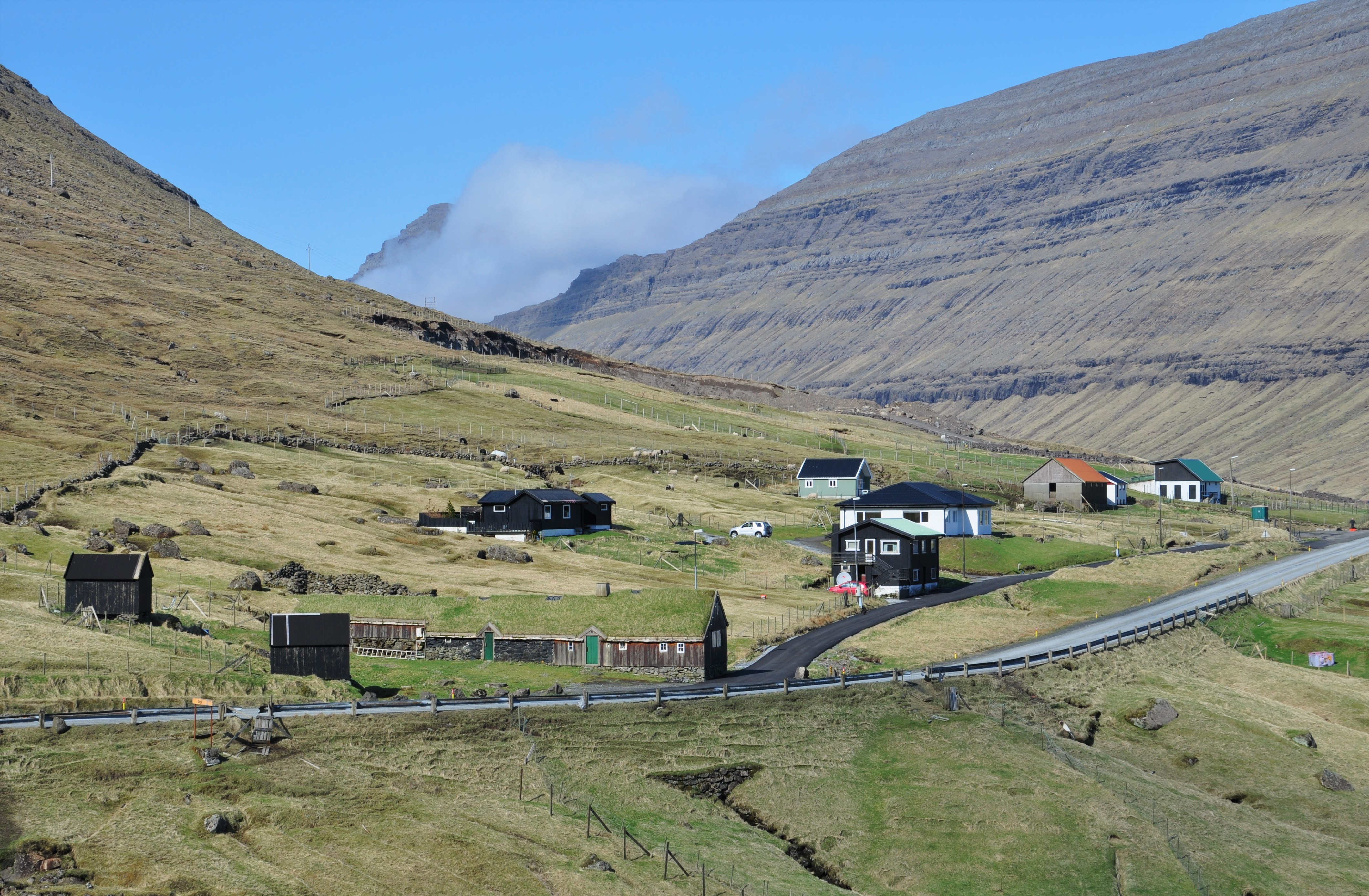
Depil (2022)

Osada posiada bardzo długą historię, bowiem była zamieszkana już w średniowieczu. W roku 1801 wydawało się już, że po śmierci trojga ostatnich, starych mieszkańców wioska całkowicie się wyludni, jednak 14 lat później (1815) zawitało do niej młode małżeństwo: Óli Árantsson oraz Anna Óladóttir. W tym samym czasie powstaje duża farma, która przetrwała do dziś. Jej budowniczym był początkowo Guttorm Guttormsson, jednak nie skończył on swego dzieła, a zrobić to musiał w roku 1823 Tummas í Depli. Obaj używali dryfującego drewna jako budulcu.

## Współczesność
W czasach współczesnych osada znów zaczęła się wyludniać, bowiem ludzie przenoszą się do miast w poszukiwaniu lepszej pracy i większej komunikacji międzyludzkiej. Przez kilka lat (2009-2013) posiadała zaledwie 1 stałego mieszkańca.

## Demografia
Według danych Urzędu Statystycznego (I 2015 r.) jest 112. co do wielkości miejscowością Wysp Owczych.